# Castillo de Hluboká

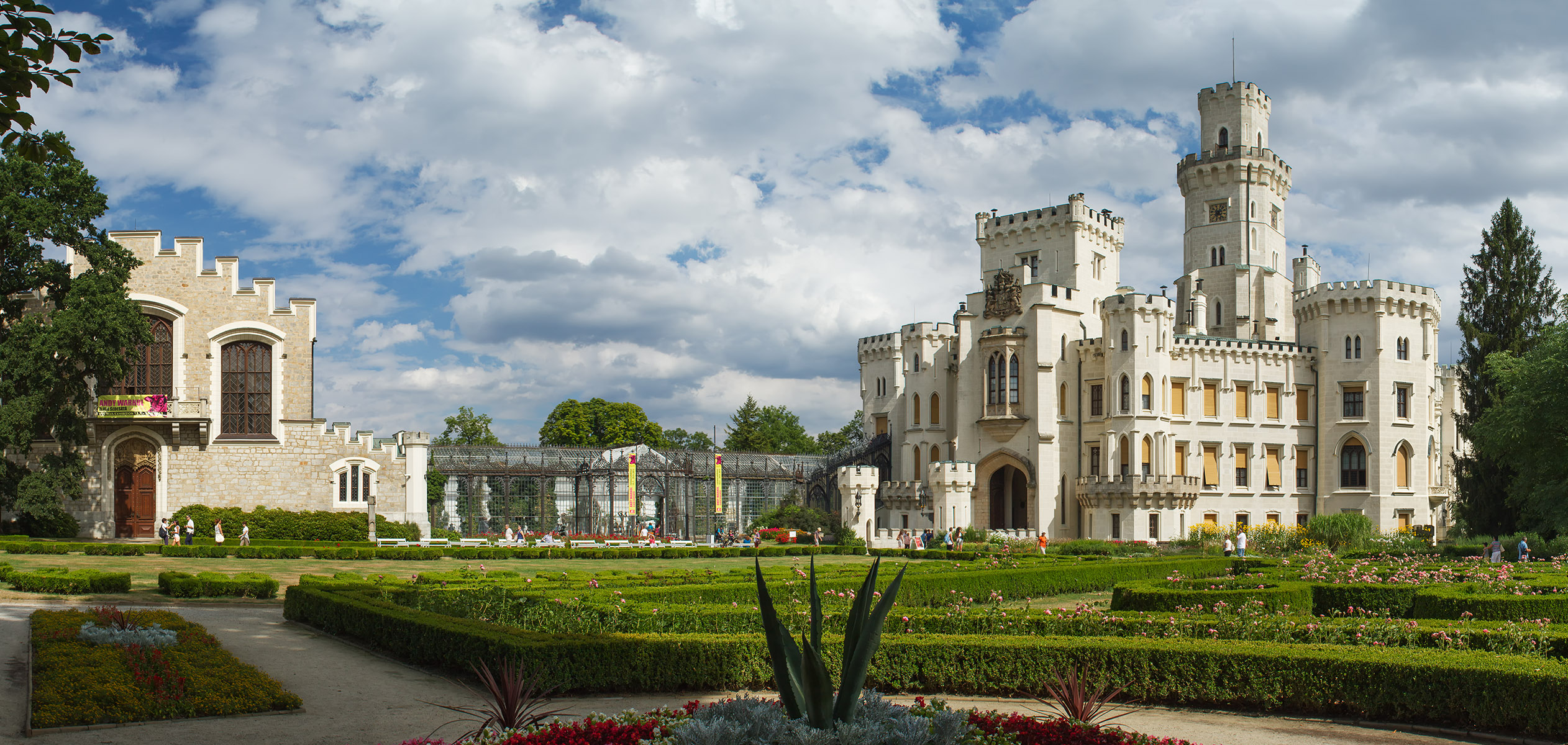
El Castillo en Hluboká nad Vltavou

El Castillo de Hluboká (en alemán: Schloss Frauenberg) es un castillo histórico localizado en Hluboká nad Vltavou, y es considerado uno de los castillos más bonitos de la República Checa.

## Historia

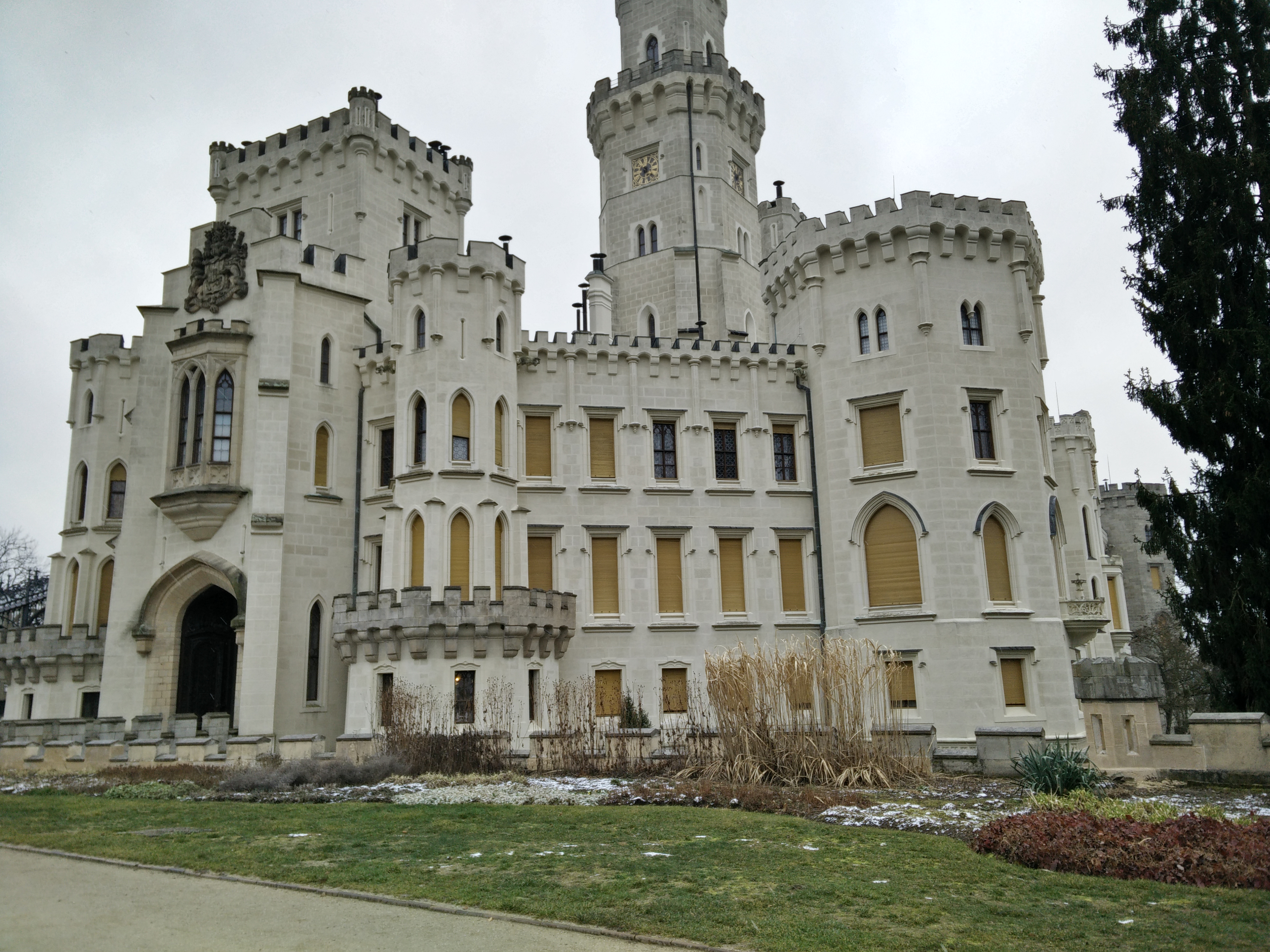
El Castillo visto de frente.

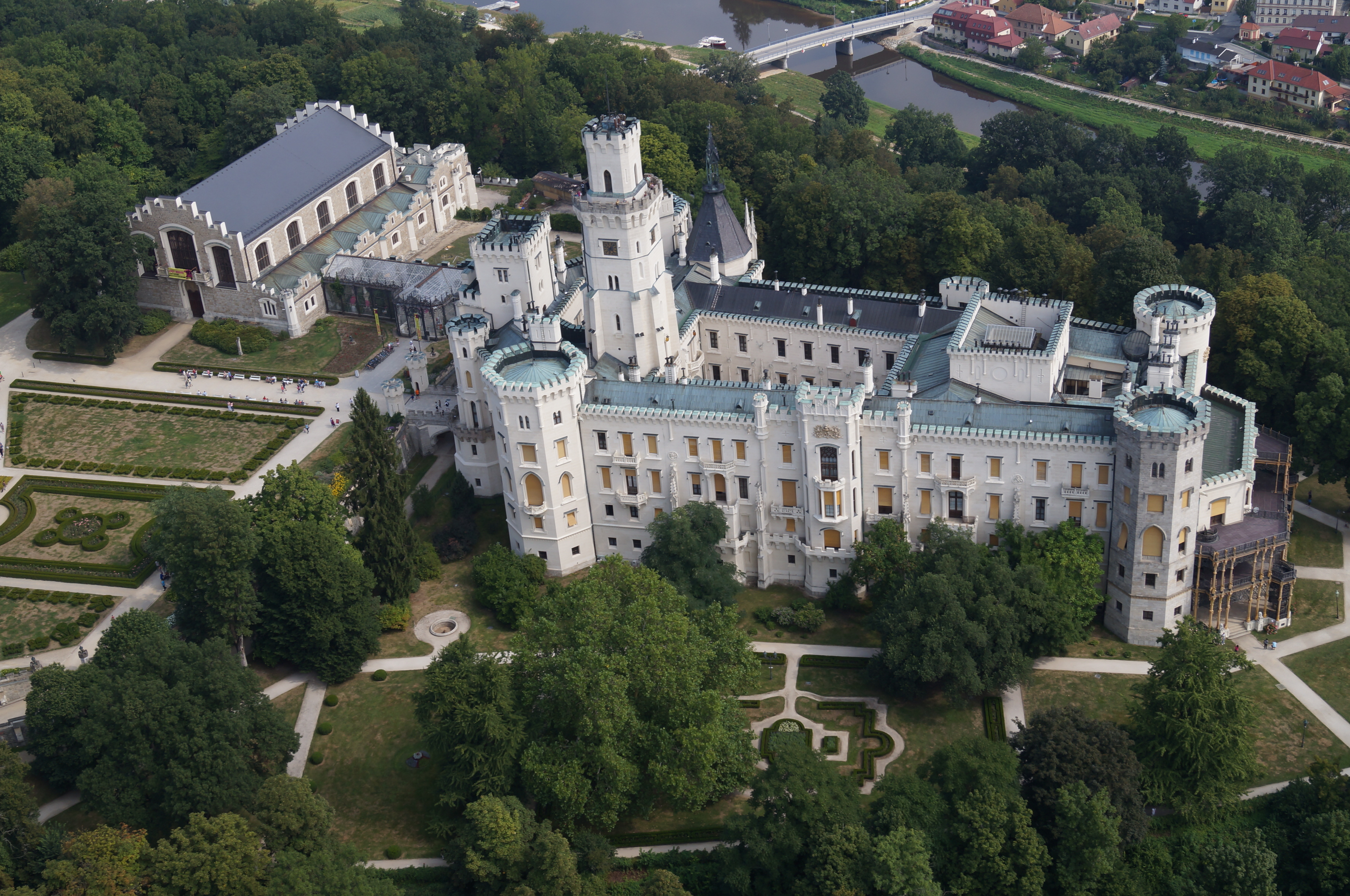
Vista aérea del Castillo.

En la segunda mitad del siglo XIII, un castillo gótico fue construido en la localidad. El castillo fue reconstruido varias veces. Fue ampliado por primera vez en el periodo del Renacimento, y entonces transformado en un castillo barroco, por orden de Adam Franz von Schwarzenberg, a comienzos del siglo XVIII. Llegó a su apariencia actual el siglo XIX, cuando Johann Adolf II von Schwarzenberg ordenó la reconstrucción del castillo en el estilo romántico del Castillo de Windsor.
Los Schwarzenbergs vivieron en Hluboká hasta 1939, cuando su último dueño (Adolfo Schwarzenberg) emigró a ultramar, para escapar de los nazis. Los Schwarzenbergs perdieron todas sus propiedades a través de un acto legislativo, el Lex Schwarzenberg, en 1947.

## Información adicional
El castillo real original de Otacar II de la Boêmia, de la segunda mitad del siglo XIII, fue reconstruido en el fin del siglo XVI, por los Lordes de Jindřichův Hradec. Adquirió la apariencia que tiene actualmente gracias al Conde Jan Adam de Schwarzenberg. Basado en el ejemplo de Windsor, los arquitectos Franz Beer y F. Deworetzky construyeron un castillo romántico neogótico, siendo rodeado por un parque inglés de aproximadamente 1,9 quilómetros cuadrados, permaneciendo así de 1841 a 1871. En 1940, el castillo fue confiscado a su último dueño, Adolfo Schwarzenberg, por la Gestapo, y por el gobierno de Checoslovaquia después del fin de la Segunda Guerra Mundial. El castillo se encuentra abierto al público. Poseía un jardín de invierno y una área para cabalgada, donde las exhibiciones de la Galería Boêmia del Sur ha sido expuestas desde 1956.
El castillo fue usado en escenas de la película Shanghai Knights. Fue usado también como local del Coven del Este, en la película Underworld: Blood Wars.